# 참남녀한몸증
난정소 증후군(ovotesticular syndrome) 또는 난정소 질환(ovotesticular disorder, OT-DSD, 난정소 장애) 또는 난정소 성발달 장애(ovotesticular disorder of sex development) 또는 참남녀한몸증(true hermaphroditism)은 난소와 정소 조직을 모두 가지고 태어난 사람의 남녀한몸 상태를 일컫는 의학 용어이다. 난소가 정소 뒤에 묻혀 있는 경우도 있지만 대개 난정소 안에 양성의 생식선이 하나 또는 동시에 들어 있는 경우가 더 흔하다.
혼합생식샘발생장애와 여러모로 비슷해 보이지만 조직학적으로 다르다.
참남녀한몸 인간의 양성 생식선이 모두 제 기능을 한 사례는 기록된 바 없다. 현재까지 발견된 환자들의 염색체 핵형은 47XXY, 46XX/47XY, 46XX/47XXY 등이 있었고, 모자이크 현상의 정도에 따라 다양한 사례가 존재한다. 모자이크나 키메라가 아닌 46 XY 핵형인데도 SRY의 이상으로 참남녀한몸이 된 경우도 보고됐다.
참남녀한몸은 불임이 아니다(2010년까지 생식기능이 있음이 과학적 문헌상에 밝혀진 인간 참남녀한몸 사례는 11건이 있다). 그러나 난소와 정소 양쪽 모두 생식기능을 가지고 있었다는 사례는 없다. 때문에 남녀한몸이 스스로를 임신시킨다거나 하는 속설은 불가능한 일이다.

## 용어
과거에 난정소 증후군(ovotesticular syndrome)은 참남녀한몸증(true hermaphroditism)으로 불렸는데, 이는 2006년 현재로는 시대에 뒤떨어진 것으로 간주된다. "참남녀한몸증"이라는 용어는 많은 의료 기관과 옹호 단체에서 엄청나게 오해의 소지가 있다고 여겨졌다. 참남녀한몸증이라는 용어는 인간에게는 불가능한 정자와 난자를 모두 생성하는 종을 의미하기 때문이다.

## 같이 보기
- 간성 (성)
- 남녀한몸
- 거짓남녀중간몸증